# Calle Larios
A Calle Larios (teljes nevén: Calle Marqués de Larios) Málaga egyik sétálóutcája a történelmi városmagban, ami egyben a város egyik legfőbb bevásárlóutcája.
Az utca egyben Málaga legdrágább telekárával rendelkezik, Spanyolországban pedig a 11. legdrágább utca.

## Történelem

### Építése
1880-ban Malaga városvezetése egy vállalatot bízott meg az utca építésével. A vállalat eladott 1 millió peseta értékben, 40 db részvényt. A részvények többségét a Larios-család vette meg. Az utcát José María Sancha építész tervezte, később pedig Manuel Rivera tervei alapján változtattak az utca kinézetén.
1887-ben, az építési munkálatokat teljes egészében a Larios család vezette, az utcát így Manuel Domingo Larios y Larios, Larios 2. márkijáról nevezték el.

### Későbbi évek
A második köztársaság alatt az utcát átnevezték Calle de 14 abril, az új köztársaság dátumának tiszteletére. A spanyol polgárháború alatt gyakran érték az utcát bombázások. 2002-ben alakították át az utcát sétálóutcává.